# Bernard Forbes, VIII conte di Granard
Bernard Arthur William Patrick Hastings Forbes, VIII conte di Granard (17 settembre 1874 – 10 settembre 1948), è stato un politico e ufficiale irlandese.

## Biografia
Era il figlio di George Forbes, VII conte di Granard, e di sua moglie, Mary Frances Petre, figlia di William Petre, XII barone Petre. Successe come conte di Granard alla morte di suo padre nel 1889.

## Carriera

### Carriera politica
Nel 1895 prese il suo posto nella Camera dei lord. Quando i liberali salirono al potere nel 1905 sotto Sir Henry Campbell-Bannerman, Granard venne nominato Lord in Waiting per Edoardo VII. Nel 1907 è stato ammesso al Consiglio privato e nominato Master of the Horse, carica che mantenne fino al 1915.
Grandard è stato anche coinvolto nella politica irlandese. È stato membro della Convenzione alimentare irlandese, controllore Alimenti per l'Irlanda nel 1918, anno in cui è stato anche ammesso al Consiglio privato irlandes. È stato un membro del Senato dell'Irlanda del Sud, nel 1921, e del Senato dello Stato Libero d'Irlanda (1922-1934). È stato ancora una volta Master of the Horse (1924-1936). Granard anche servito come vice ammiraglio di Connaught e Lord Luogotenente di Longford.

### Carriera militare
Nel 1896, entrò nel 3º Battaglione, Gordon Highlanders. Nel 1899 fu trasferito alle Scots Guards e servì nella Seconda Guerra Boera (1900-1901). È stato promosso a tenente il 20 luglio 1901 e a capitano nel 1905. Nel 1908 è stato nominato tenente colonnello in i Rifles ufficio postale . Si è dimesso i suoi incarichi nelle Post Office Rifles nel 1910 e le Scots Guards nel 1911. Nel 1916 fu richiamato a comandare il 5º Battaglione, Royal Irish Regiment. Era poi segretario militare del Comandante in Capo delle Forze a Salonicco dal 1917.
Oltre alla sua carriera politica e militare, Granard era anche nel consiglio dell'Arsenal Football Club, ed è stato il presidente del club (1936-1939).

## Matrimonio
Sposò, il 14 gennaio 1909, Beatrice Mills (19 luglio 1883-30 gennaio 1972), figlia del ricco uomo d'affari americano Ogden Mills. Ebbero quattro figli:
- Lady Mary Moira Forbes (19 febbraio 1910-?), sposò in prime nozze Louis de Brantes, conte di Brantes e in seconde nozze Teo Rossi di Montelera, conte di Montelera;
- Lady Eileen Beatrice Forbes (1 luglio 1912-1993), sposò John Crichton-Stuart, V marchese di Bute, ebbero quattro figli;
- Arthur Forbes, IX conte di Granard (10 aprile 1915-1992);
- John Forbes (8 ottobre 1920-1982), sposò Joan Smith, ebbero quattro figli.

## Morte
Morì il 10 settembre 1948, all'età di 73 anni.

## Ascendenza
|                                       |                                |                              | Genitori                                          |  |  | Nonni |  |  | Bisnonni                           |  |  | Trisnonni                         |  |
|                                       |                                |                              |                                                   |  |  |       |  |  | George Forbes, VI conte di Granard |  |  | George Forbes, V conte di Granard |  |
|                                       |                                |                              |                                                   |  |  |       |  |  | George Forbes, VI conte di Granard |  |  | George Forbes, V conte di Granard |  |
|                                       |                                | Dorothea Bayly               |                                                   |  |  |       |  |  | George Forbes, VI conte di Granard |  |  |                                   |  |
| George Forbes, visconte Forbes        |                                |                              |                                                   |  |  |       |  |  | George Forbes, VI conte di Granard |  |  |                                   |  |
|                                       |                                | Selina Frances Rawdon        | John Rawdon, I conte di Moira                     |  |  |       |  |  |                                    |  |  |                                   |  |
|                                       |                                | Selina Frances Rawdon        | John Rawdon, I conte di Moira                     |  |  |       |  |  |                                    |  |  |                                   |  |
|                                       |                                | Selina Frances Rawdon        | Elizabeth Hastings                                |  |  |       |  |  |                                    |  |  |                                   |  |
| George Forbes, VII conte di Granard   |                                | Selina Frances Rawdon        |                                                   |  |  |       |  |  |                                    |  |  |                                   |  |
|                                       |                                | William Territt              | …                                                 |  |  |       |  |  |                                    |  |  |                                   |  |
|                                       |                                | William Territt              | …                                                 |  |  |       |  |  |                                    |  |  |                                   |  |
|                                       |                                | William Territt              | …                                                 |  |  |       |  |  |                                    |  |  |                                   |  |
| Frances Mary Territt                  |                                | William Territt              |                                                   |  |  |       |  |  |                                    |  |  |                                   |  |
|                                       |                                | Ann Parkyns                  | Augustus Parkyns                                  |  |  |       |  |  |                                    |  |  |                                   |  |
|                                       |                                | Ann Parkyns                  | Augustus Parkyns                                  |  |  |       |  |  |                                    |  |  |                                   |  |
|                                       |                                | Ann Parkyns                  | Frances Warren                                    |  |  |       |  |  |                                    |  |  |                                   |  |
| Bernard Forbes, VIII conte di Granard |                                | Ann Parkyns                  |                                                   |  |  |       |  |  |                                    |  |  |                                   |  |
|                                       | William Petre, XI barone Petre | Robert Petre, X barone Petre |                                                   |  |  |       |  |  |                                    |  |  |                                   |  |
|                                       | William Petre, XI barone Petre | Robert Petre, X barone Petre |                                                   |  |  |       |  |  |                                    |  |  |                                   |  |
|                                       | William Petre, XI barone Petre | Mary Bridget Howard          |                                                   |  |  |       |  |  |                                    |  |  |                                   |  |
| William Petre, XII barone Petre       | William Petre, XI barone Petre |                              |                                                   |  |  |       |  |  |                                    |  |  |                                   |  |
|                                       |                                | Frances Charlotte Bedingfeld | Richard Bedingfeld, V baronetto                   |  |  |       |  |  |                                    |  |  |                                   |  |
|                                       |                                | Frances Charlotte Bedingfeld | Richard Bedingfeld, V baronetto                   |  |  |       |  |  |                                    |  |  |                                   |  |
|                                       |                                | Frances Charlotte Bedingfeld | Charlotte Georgiana Jerningham                    |  |  |       |  |  |                                    |  |  |                                   |  |
| Frances Mary Petre                    |                                | Frances Charlotte Bedingfeld |                                                   |  |  |       |  |  |                                    |  |  |                                   |  |
|                                       |                                | Charles Thomas Clifford      | Charles Clifford, VI barone Clifford di Chudleigh |  |  |       |  |  |                                    |  |  |                                   |  |
|                                       |                                | Charles Thomas Clifford      | Charles Clifford, VI barone Clifford di Chudleigh |  |  |       |  |  |                                    |  |  |                                   |  |
|                                       |                                | Charles Thomas Clifford      | Eleanor Mary Arundell                             |  |  |       |  |  |                                    |  |  |                                   |  |
| Mary Theresa Clifford                 |                                | Charles Thomas Clifford      |                                                   |  |  |       |  |  |                                    |  |  |                                   |  |
|                                       |                                | Theresa Constable-Maxwell    | Marmaduke William Constable-Maxwell               |  |  |       |  |  |                                    |  |  |                                   |  |
|                                       |                                | Theresa Constable-Maxwell    | Marmaduke William Constable-Maxwell               |  |  |       |  |  |                                    |  |  |                                   |  |
|                                       |                                | Theresa Constable-Maxwell    | Theresa Apollonia Wakeman                         |  |  |       |  |  |                                    |  |  |                                   |  |
|                                       |                                | Theresa Constable-Maxwell    |                                                   |  |  |       |  |  |                                    |  |  |                                   |  |